# U Drive Me Crazy
«U Drive Me Crazy» es una canción y sencillo de la banda 'N Sync de su tercer álbum de estudio, The Winter Album. El sencillo fue lanzado en Reino Unido y Alemania, llegando al número 30 en las listas de sencillos en Alemania.

## Listado
1. «U Drive Me Crazy» [Radio Edit] - 3:34
2. «U Drive Me Crazy» [Extended Version] - 4:40
3. «U Drive Me Crazy» [2-4 Family 7" Remix] - 3:24
4. «U Drive Me Crazy» [Trime'n Delgado 12" Remix] - 5:33

## Vídeo musical
El video comienza con un montaje que recuerda de la apertura de una serie de televisión. Los chicos están haciendo cosas comunes, y mientras la cámara se detiene en cada uno de ellos, su nombre aparece - Justin está haciendo un sándwich, Lance está haciendo un Papier-mâché, JC está tocando la guitarra, Joey está leyendo "Girlymag" y Chris está tratando de sacar a su perro del auto. Lance ve un anuncio de Johnny Correcto, un famoso productor, está buscando por una nueva estrella. Los chicos se emocionan y conducen a la audición. Son rechazados en la recepción. Afuera y rechazados, ven a una chica con un ramo de flores e inventan un plan. Regresan vestidos de otra manera mientras Justin distrae a la recepcionista con flores, los chicos entran y tocan para Johnny antes de que sean expulsados. (Un miembro está vestido como Slash y otro aparece como Axl Rose de los Guns N' Roses. El resto de los miembros aparecen vestidos como Twisted Sister u otra banda.) En el resto del video, descubren dónde está Johnny y atentan con tocar para él pero siempre son rechazados por el productor y la audiencia presente. Se presentan a una cena para los dignatarios internacionales y tocan como The Jackson 5. Se presentan a una fisesta en una piscina vestidos como las Spice Girls. También aparecen como raperos. Finalmente, al final, bailan como sí mismos, con mucho aplauso de la audiencia. Johnny aparece con un contrato para ellos.

## Posicionamiento
| Listas (1998)        | Posición |
| -------------------- | -------- |
| German Singles Chart | 30       |
| Swiss Singles Chart  | 29       |